# Ulf Schefvert
Ulf Schefvert (født 18. april 1958) er en svensk håndboldtræner og tidligere spiller. Han spillede i Elitserien for HK Drott mellem 1974 og 1984. Han var med til at vinde det svenske mesterskab i sin sidste sæson. I 1984/85 tog han over som træner, fordi den daværende træner – Bengt Johansson – tog orlov, og førte klubben til nok en finale om det svenske mesterskab. Da Johansson vendte tilbage den følgende sæson, blev han i stedet spillende træner i Tyresö, samtidigt med, at han studerede på Gymnastik- och idrottshögskolan i Stockholm. Derefter vendte han tilbage til Drott og trænede klubben fra 1988-1993. Under sine seks sæsoner i Drott vandt han det svenske mesterskab to gange og vandt tre gange sølv.
Han har senere været trænere for både Danmarks og Grækenlands herrelandshold og Sveriges kvindelandshold. Med det danske u-landshold tog han EM-guld i 1996 og året derefter vandt han U-VM. Fra 2005 til 2009 var han træner for det svenske damelandshold. En mission, der blandt andet kulminerede, da Sverige ved EM i 2006 på hjemmebane opnåede en sjetteplads. I 2007 blev han desuden træner for GOG Svendborg TGIs herrehold i håndboldligaen. Han skiftede dog i 2009 til deres damehold i skikkelse af Odense GOG. Han skiftede til tyske GWD Minden i 2010. Han vendte tilbage til svensk håndbold for at træne HIF Karlskrona i 2013. Han blev fyret i 2017 efter at have gået 13 kampe uden sejr. Derefter blev han træner i Kristianstad HK, hvor han stoppede i 2021, kun for at vende tilbage året efter.